# Horst Kopkow
Horst Kopkow (* 29. November 1910 in Ortelsburg; † 13. Oktober 1996 in Gelsenkirchen) war ein deutscher SS-Führer und Kriminalrat. Während der Zeit des Nationalsozialismus war Kopkow bei der Gestapo und später im Reichssicherheitshauptamt (RSHA) im Bereich der Spionageabwehr tätig. Nach 1945 stand er im Dienst des britischen Geheimdienstes MI6.

## Leben bis 1945
Horst Kopkow wurde als jüngstes von sechs Kindern in Ostpreußen geboren. Er schloss eine Ausbildung als Apotheker ab, trat zum 1. August 1931 der NSDAP (Mitgliedsnummer 607.161) und 1932 der SS bei (SS-Nummer 46.034). 1934 begann er seine Tätigkeit als Kriminalkommissaranwärter bei der Gestapo in Allenstein. In seinem SS-Personalbericht wird er als „gefestigt(er), ehrgeizig(er) Streber“ mit einer „gute(n) Aufnahmefähigkeit“ sowie „gute(r) allgemein(er) Bildung“ charakterisiert, der die Eignung zum SS-Hauptsturmführer hat. In seinem Lebenslauf vom 16. Oktober 1936 stellte er noch vor Angaben zur Schulbildung heraus, er „selber habe im Jahre 1935 die Reihen der evangelischen Kirche verlassen, da ich die christliche Weltanschauung grundsätzlich ablehne“.
Im Jahr 1937 zog er mit seiner Frau Gerda, geborene Lindenau, und seinen zwei Kindern infolge seiner Versetzung nach Berlin. Am 1. Februar 1939 wurde er Kriminalkommissar mit dem Auftrag, „feindliche Spione und Saboteure“ zu enttarnen. 1940 wurde SS-Hauptsturmführer Kopkow Referatsleiter IV A 2 (Sabotagebekämpfung) im neugebildeten Reichssicherheitshauptamt (RSHA). Seine Beförderung zum Kriminalrat erfolgte am 1. November 1941 im  Zweiten Weltkrieg. Die Hauptarbeit Kopkows war die Bekämpfung von Sprengstoffdiebstählen und -anschlägen und Eisenbahnsabotage, die europäische Widerstandsbewegungen in den besetzten Ländern verübt hatten. Im Spätsommer 1942 übernahm er die Leitung der „Sonderkommission Rote Kapelle“. Anfang 1944 erhielt er die Leitung über die im Herbst 1943 gegen die Widerstandstätigkeit der Saefkow-Jacob-Bästlein-Organisation gebildete Gestapo-Sonderkommission „Nationalkomitee Freies Deutschland Berlin (NKFD)“.
In der SS erreichte Kopkow 1944 den Rang eines Sturmbannführers.
Kopkow war auch bei Ermittlungen zum Bombenanschlag auf Hitler vom 20. Juli 1944 tätig. Bis zum Kriegsende war er für die Folterung und den Tod hunderter alliierter Agenten sowie ausländischer und deutscher Widerstandskämpfer verantwortlich.

## Leben nach 1945
Kopkow gelang es bei Kriegsende unterzutauchen, wurde jedoch von einem anderen Angehörigen der Gestapo an die britischen Behörden verraten. Am 29. Mai 1945 nahm ihn die britischen Militärpolizei gefangen und brachte ihn nach London. Dort befragte ihn in den folgenden vier Jahren der britische Geheimdienst MI5 nach seinen Kenntnissen der sowjetischen Spionage. Freigegebenen Unterlagen der CIA zufolge verriet Kopkow zahlreiche Ermittlungsdetails zur Roten Kapelle, half sowjetische Spionageaktivitäten zu bekämpfen und Fehlinformationen zu streuen. Dieses Wissen wurde teilweise an US-Stellen weitergegeben, gleichzeitig  schützten die Briten ihn vor möglichen Kriegsverbrecheruntersuchungen. Im Juni 1948 wurde Kopkow schließlich offiziell für tot erklärt.
Nach Geheimdienstberichten des MI5, die erst 2004 freigegeben wurden, ist Horst Kopkow mit falscher Identität zwischen 1949 und 1950 in Westdeutschland freigelassen worden. Er nannte sich von da an Peter Cordes, arbeitete weiter für den MI6 und kehrte zu seiner Familie zurück. Er arbeitete danach als Geschäftsführer bei einem Textilunternehmen. In seinen letzten Jahren litt Kopkow an der Parkinson-Krankheit. Er starb 1996 an Lungenentzündung in einem Krankenhaus in Gelsenkirchen.